# Linda Williams
Linda Williams (ur. 11 czerwca 1955 w Valkenswaard jako Henriëtte Willems) – holenderska piosenkarka. Reprezentantka Holandii w 26. Konkursie Piosenki Eurowizji  (1981).

## Życiorys
W 1980 roku wydała swój pierwszy singiel I’ll Bide My Time, a w grudniu tego roku dała swój pierwszy występ telewizyjny. Po wycofaniu się z udziału Oscara Harrisa w Konkursie Piosenki Eurowizji 1981 została ogłoszona reprezentantką Holandii na tymże wydarzeniu z utworem Het is een wonder. Kontrowersje wywołał fakt, iż jako autora tekstu podano producenta Barta van der Laara, podczas gdy właściwym twórcą zarówno słów piosenki, jak i muzyki, był Cees de Wit. Mimo to Williams wzięła udział w konkursie i zajęła 9. miejsce z wynikiem 51 punktów. Do 1985 roku wydała kilka kolejnych singli, które nie odniosły znaczącego sukcesu. Na Konkursie Piosenki Eurowizji 1999 wystąpiła wraz z córką Evą Jane Smeenk jako wokalistka wspierająca podczas występu reprezentacji Belgii.

## Dyskografia
Single:
- I'll Bide My Time (1980)
- Het is een wonder (1981)
- I Am The Lady (1981)
- In De Lente (1982)
- Kameraad (1983)
- Playa (1985)